# Sori
SORI（諺文：소리，全名：김소리，漢字：金素利，1985年2月2日—），韓國女歌手，2006年出道，於2010年6月起出演綜藝節目《青春不敗》。

## 單曲
- 2009年《Lip》
- 2009年《Disco Party 1982》
- 2009年《燒毁了（諺文：타버렸어요）》
- 2010年《Hip Girl》
- 2010年《Black Sun》

## 電視節目
- 2010年 KBS2TV《青春不敗》G7（與珠妍、宋茜同為新成員）